# Joel Ibler Lillesø
Joel Ibler Lillesø (17 novembre 2003) è un mezzofondista danese.

## Record nazionali
Seniores
- 5000 metri piani: 13'22"74 ( Heusden-Zolder, 15 giugno 2025)
- 5 km su strada: 13'46" ( Riga, 1º ottobre 2023)

Juniores (under 20)
- 10 km su strada: 28'38" ( Hole, 22 ottobre 2022)

## Progressione

### 1500 metri piani
| Stagione | Misura  | Luogo      | Data      | Rank. Mond. |
| -------- | ------- | ---------- | --------- | ----------- |
| 2024     | 3'41"62 | Oslo       | 30-5-2024 |             |
| 2023     | 3'45"54 | Stirling   | 26-8-2023 |             |
| 2022     | 3'42"65 | Copenhagen | 16-6-2022 |             |
| 2021     | 3'46"97 | Copenhagen | 8-6-2021  |             |
| 2020     | 3'44"50 | Aalborg    | 22-8-2020 |             |
| 2019     | 3'57"06 | Holte      | 8-9-2019  |             |

### 3000 metri piani
| Stagione | Misura     | Luogo      | Data      | Rank. Mond. |
| -------- | ---------- | ---------- | --------- | ----------- |
| 2024     | 7'47"72    | Nembro     | 30-6-2024 |             |
| 2023     | 7'51"41(i) | Karlstad   | 12-2-2023 |             |
| 2022     | 7'48"34(i) | Sollentuna | 29-1-2022 |             |
| 2021     | 7'49"61    | Jessheim   | 6-8-2021  |             |
| 2019     | 8'28"97    | Tårnby     | 28-5-2019 |             |

### 5000 metri piani
| Stagione | Misura   | Luogo          | Data      | Rank. Mond. |
| -------- | -------- | -------------- | --------- | ----------- |
| 2025     | 13'58"64 | Maribor        | 28-6-2025 |             |
| 2024     | 13'22"74 | Heusden-Zolder | 15-6-2024 |             |
| 2023     | 13'45"17 | Århus          | 1-9-2023  |             |
| 2022     | 13'29"58 | Manchester     | 3-6-2022  |             |
| 2021     | 13'40"09 | Oordegem       | 29-5-2021 |             |
| 2020     | 13'57"60 | Copenhagen     | 25-8-2020 |             |
| 2019     | 14'49"09 | Greve          | 25-8-2019 |             |

## Palmarès
| Anno | Manifestazione           | Sede          | Evento        | Risultato | Prestazione | Note                          |
| ---- | ------------------------ | ------------- | ------------- | --------- | ----------- | ----------------------------- |
| 2019 | Mondiali cross           | Århus         | Corsa U20     | 42º       | 26'38"      |                               |
| 2019 | Europei cross            | Lisbona       | Corsa U20     | 16º       | 19'24"      |                               |
| 2021 | Europei indoor           | Toruń         | 3000 m piani  | Batteria  | 7'56"30     |                               |
| 2021 | Europei U20              | Tallinn       | 5000 m piani  | Oro       | 14'32"93    |                               |
| 2021 | Europei cross            | Dublino       | Corsa U20     | Bronzo    | 18'21"      |                               |
| 2022 | Mondiali indoor          | Belgrado      | 3000 m piani  | Batteria  | 8'00"07     | [ 1 ]                         |
| 2022 | Mondiali U20             | Cali          | 5000 m piani  | 6º        | 7'56"40     |                               |
| 2022 | Europei                  | Monaco        | 5000 m piani  | 22º       | 13'50"24    | [ 2 ]                         |
| 2022 | Europei cross            | Venaria Reale | Corsa U20     | 13º       | 18'14"      |                               |
| 2023 | Europei indoor           | Istanbul      | 3000 m piani  | Batteria  | 8'00"48     | [ 3 ]                         |
| 2023 | Europei U23              | Espoo         | 5000 m piani  | Finale    | dnf         |                               |
| 2023 | Mondiali corsa su strada | Riga          | 5 km          | 23º       | 13'46"      | [ 4 ]                         |
| 2023 | Europei cross            | Bruxelles     | Corsa U23     | 6º        | 23'57"      |                               |
| 2024 | Europei cross            | Antalya       | Corsa U23     | 7º        | 18'43"      |                               |
| 2025 | Europei U23              | Bergen        | 10000 m piani | Oro       | 29'05"45    | Miglior prestazione personale |

## Campionati nazionali
- 2 volte campione nazionale danese dei 5000 metri piani (2021, 2022)
- 1 volta campione nazionale danese di corsa campestre (2022)

2020
- Bronzo ai campionati danesi (Copenhagen), 5000 m piani - 14'22"60

2021
- Bronzo ai campionati danesi indoor (Odense), 3000 m piani - 8'04"27
- Oro ai campionati danesi (Odense), 5000 m piani - 14'17"82

2022
- Bronzo ai campionati danesi indoor (Skive), 3000 m piani - 8'04"07
- Oro ai campionati danesi (Aalborg), 5000 m piani - 14'17"07
- Oro ai campionati danesi di corsa campestre (Korsør), corsa campestre - 29'59"

2023
- Argento ai campionati danesi indoor (Randers), 3000 m piani - 8'21"47

2024
- 4º ai campionati danesi indoor (Odense), 1500 m piani - 3'47"02
- Argento ai campionati danesi di corsa campestre (Tusindssårskoven), corsa campestre - 23'29"

## Altre competizioni internazionali
2021
- Argento ai Campionati europei a squadre, ( Stara Zagora), 3000 m piani - 8'01"88

2025
- Bronzo ai Campionati europei a squadre, ( Maribor), 5000 m piani - 13'58"64